# دانیل تاردش
دانیل تاردش (انگلیسی: Daniel Taradash; ۲۹ ژانویهٔ ۱۹۱۳ – ۲۲ فوریهٔ ۲۰۰۳) کارگردان و فیلم‌نامه‌نویس اهل ایالات متحده آمریکا بود.
وی همچنین برنده جوایزی همچون جایزه اسکار بهترین فیلم‌نامه اقتباسی شده است.